# فرناندو دا سيلفا كاردوزو
فرناندو دا سيلفا كاردوزو (بالبرتغالية: Fernando da Silva Cardozo‏) هو لاعب كرة قدم برازيلي، ولد في 17 مارس 1979 في بيلوتاس في البرازيل. لعب مع غريميو بورتو أليغرينزي ونادي إنترناسيونال ونادي جوفنتودي ونادي ليتشويس ونادي ماريتيمو وناسيونال ماديرا.

## وصلات خارجية
- فرناندو دا سيلفا كاردوزو على موقع إي إس بي إن إف سي (الإنجليزية)
- فرناندو دا سيلفا كاردوزو على موقع قاعدة بيانات كرة القدم.إي يو (الإنجليزية)